# Videcosville
Videcosville település Franciaországban, Manche megyében. Lakosainak száma 88 fő (2022. január 1.). Videcosville Teurthéville-Bocage, Montaigu-la-Brisette, Octeville-l’Avenel és Quettehou községekkel határos.

## Népesség
A település népessége az elmúlt években az alábbi módon változott:
| Lakosok száma | 77   | 73   | 69   | 88   | 85   | 82   | 81   | 84   | 88   | 88   |
|               | 1968 | 1982 | 1990 | 2006 | 2013 | 2015 | 2017 | 2019 | 2020 | 2022 |